# Nikola Zvonimir Bjelovučić
Nikola Zvonimir Bjelovučić (Janjina, 11. rujna 1882. – Janjina, 23. studenog 1952.), hrvatski etnograf i povjesničar. Školovao se u Dubrovniku, Beču i Pragu. Godine 1907. doktorirao je pravo u Zagrebu, a sudac je bio u Dubrovniku, Trstu i Podgorici. Također je apsolvirao povijest na zagrebačkom Filozofskom fakultetu. Odvjetnički ured imao je u Trstu, Metkoviću i Dubrovniku. U političkom životu bio je pristaša HSS-a. Osnivač je i urednik tjednika Hrvatske riječi pokrenutog 1925. godine. Značajno je njegovo proučavanje povijesti Pelješca i Dubrovačke Republike. Bio je suradnik Narodnog lista iz Zadra, Crvene Hrvatske iz Dubrovnika i još mnogih časopisa. Njegove pripovijesti i povijesno-političke rasprave objavljivane su pri HAZU (ondašnja JAZU).
Hrvatski biografski leksikon navodi kako: "U historiografskim radovima nije uvijek pouzdan. Služio se domišljanjem pa i krivim datiranjem radi zaključaka, npr. o prošlosti Pelješca, koje je znao prilagođivati svojim političkim ambicijama."

## Djela
- Poluostrvo Rat (Pelješac) (1922.)[4]
- Crvena Hrvatska i Dubrovnik (1929.)
- Katolička crkva na Pelješcu (1933.)